# Brig (distrikt)
Bezirk Brig är ett av de 14 distrikten i kantonen Valais i Schweiz. Distriktet ligger i Oberwallis, den tyskspråkiga delen av kantonen.

## Indelning
Distriktet består av sju kommuner:
| Vapen        | Namn         | Invånare 2023-12-31 | Yta i km² |
| ------------ | ------------ | ------------------- | --------- |
| Brig-Glis    | Brig-Glis    | 13 976              | 37,67     |
| Eggerberg    | Eggerberg    | 329                 | 6,05      |
| Naters       | Naters       | 10 605              | 147,22    |
| Ried-Brig    | Ried-Brig    | 2 254               | 47,57     |
| Simplon      | Simplon      | 281                 | 91,01     |
| Termen       | Termen       | 1 187               | 18,65     |
| Zwischbergen | Zwischbergen | 81                  | 86,03     |